# Jayapura
Jayapura (dawniej Hollandia, Kotabaru, Sukarnopura) – miasto w Indonezji na Nowej Gwinei nad Oceanem Spokojnym; ośrodek administracyjny prowincji Papua. 
Współrzędne geograficzne 2°33′S 140°41′E/-2,550000 140,683333. 410,9 tys. mieszkańców (2022).
Mieszkańcy miasta posługują się odmianą języka indonezyjskiego stanowiącą formę pośrednią między malajskim papuaskim a standardowym indonezyjskim.
Ośrodek przemysłu spożywczego, drzewnego; uniwersytet (Uniwersytet Cenderawasih zał. 1962); port lotniczy Sentani.
Siedziba rzymskokatolickiej diecezji Jayapura.